# II съезд Союза горцев Северного Кавказа
Второй съезд Союза горцев Северного Кавказа или Второй съезд горцев Северного Кавказа, Дагестана и Абхазии прошёл во Владикавказе 21 сентября 1917 года.

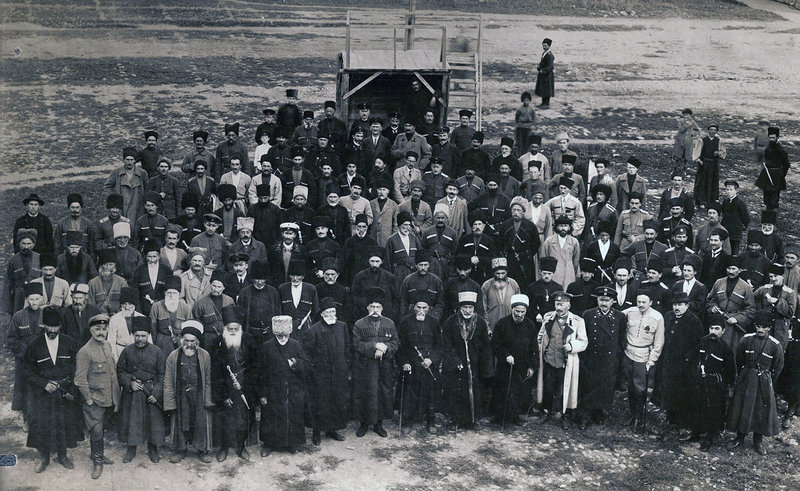
Фотография со съезда. На фото:
1-й ряд снизу, слева направо: 2 — М. Халилов, 3 — Н. Гоцинский, 4— Аббас Автахаджиев, 5 — Сугаип-мулла Гайсумов, 6 — Д. Арсанов, 7 — Шаби Майсигов, 8 — Александр Григорьевич Чачба, 10 — Т.-Х. Гарданов, 11 — Шамсуддин-Хаджи Автахаджиев, 12 — Э. Алиев, 13 — В.-Г. Джабагиев, 14 — Т. Чермоев, 15-й — А. Мутушев, 16 — П. Коцев
2-й ряд: 12 — шейх Набас
3-й ряд: 4 — Н. Тарковский, 5 — З. Темирханов
4-й ряд: 7 — М. Дахадаев, 8 — Г. Баммат, 9 — Эса-хаджи Ужахов, 10 — Хасан-хаджи Ужахов, 12 — Хадрис Яндиев
5-й ряд: 2 — Мехти Белхароев, 4 — Арсамак
Предпоследний ряд: Дунда Добриев (в центре, в светлом пальто).
Последний, справа: 2 — Васамбек Куриев

## Предыстория
После распада Российской империи на Северном Кавказе было учреждено государственное образование — Союз горцев Северного Кавказа. Первый съезд СГСК прошёл в мае 1917 года во Владикавказе. Затем из-за участившихся столкновений чеченцев и ингушей с казаками необходимо было собрать второй съезд. Было решено созвать его в высокогорном дагестанском ауле Анди в августе 1917 года, но из-за проблем с проездом туда делегатов и срыва мусульманским духовенством обсуждения повестки дня съезд был признан несостоявшимся.

## Съезд
21 сентября в 2 часа дня в кинематографе «Гигант» во Владикавказе началось заседание. Открывает его председатель ЦК Чермоев. Председатель в своей речи перечисляет актуальные проблемы:
«Нам предстоит подойти к кардинальным вопросам момента и здесь преодолеть большие трудности, обусловливаемые, главным образом, тем, что у нас нет печати на родном языке, население питается только слухами. В нашей программе много очень острых, жутких вопросов, и нужно крайнее спокойствие, чтобы разрешить их. Каждый должен оставить все личные соображения и руководствоваться исключительно интересами общественными. Общая обстановка диктует нам совершенную необходимость полного взаимного доверия. Если кто-нибудь по вашему мнению станет говорить неправильно, то верьте, что он только ошибается. Центральный Комитет призывает вас к спокойному и быстрому разрешению вопросов горского единения, которое необходимо нам вместе как воздух»
После перерыва заседание возобновилось в 5 часов. Пшемахо Коцев попросил участников записаться в секции съезда для большей продуктивности. Представлено 8 секций:
| - Духовная - Народная милиция - Аграрная и местная (земельные комитеты, советы крестьянских депутатов) | - по выборам в Учредительное собрание - финансовая - продовольственная - политическая - школьная |

На следующем дне съезда в начале заседания выступил с обсуждением военных тем полковник Султан-Клыч Гирей, вернувшийся из зоны боевых действий. Затем выступил генерал Половцов. Он заявил, что бывшие северо-кавказские военные формирования Российской императорской армии «волею судеб нашей родины должны стать национальными войсками Кавказа» и обещал в этом помочь. После перерыва выступил атаман Терского казачьего войска Караулов с пожеланием примирения и дружбы между горцами и казаками, с тем же выступили кубанский хорунжий Рябцев и другие казачьи лидеры. Вслед за ними выступающий Джабагиев заявил, что горцам и казакам удалось найти вектор взаимодействия в виде федерализма и высказал готовность искать также точки соприкосновения с Советами рабочих и солдатских депутатов. Несмотря на заявления на съездах, фактически вайнахо-казачий конфликт продолжал обостряться. Следующие спикеры подняли тему острой нехватки продовольствия, в том числе и для армейских соединений, и наступления голода в некоторых частях региона. Одной из обсуждаемых тем был вопрос участившихся разбойничества и грабежа.
Была принята резолюция, включающая III Конституцию союза горцев и постановления ЦК:
- «По вопросу о лесах», где леса признали народным достоянием.
- «О народной милиции» о создании Горской народной милиции, где обязаны проходить службу граждане в возрасте от 18 до 40 лет.
- «Финансовый вопрос» — принято решение установить налог в 50 копеек с каждого жителя горной местности и 1 рубль с жителя равнины.
- «Решение по аграрному вопросу».
- «Решение религиозной секции» — для мусульман учреждено Горское духовное управление Кавказа с Гоцинским в качестве председателя[13].
- «Решение по докладу Б. Далгата „О природе федерации“» — было постановлено «срочно создать комиссию для составления проекта Конституции союза горцев Кавказа как федеративный союз Российских государств». Таким образом, Северный Кавказ было решено оставить в составе автономии в составе России до Учредительного собрания. Вскоре свои независимости приобрели Финляндия и Польша и, как пишет историк Вачагаев, «по мере поступления информации о процессах, происходящих на территории бывшей империи, горцы стали ориентироваться на большую автономию в составе России, чтобы не упустить возможность объявить о полной независимости»[10].

## Новый состав ЦК
|                            |                                           | Члены комитета                                                                              | 1-й кандидат            | 2-й кандидат            |
| -------------------------- | ----------------------------------------- | ------------------------------------------------------------------------------------------- | ----------------------- | ----------------------- |
| От Дагестанской провинции  | От Дагестанской провинции                 | 1. Б. Далгат 2. М. Дахадаев 3. Н. Б. Тарковский 4. Г. Бамматов 5. З. Темирханов 6. Эфендиев |                         |                         |
| От Терской области         | От кабардинского народа                   | П. Коцев                                                                                    | Т. Шакманов             | Г. Г. Сохов             |
| От Терской области         | От балкарского народа                     | М. Мулаев                                                                                   |                         |                         |
| От Терской области         | От кумыков, салотайцев, ногайцев и аулцев | Р. Х. Капланов                                                                              |                         |                         |
| От Терской области         | От чеченского народа                      | Т. Чермоев                                                                                  |                         |                         |
| От Терской области         | От ингушского народа                      | Джабагиев В.-Г.                                                                             | С. Темиев               | О. Мурзабеков           |
| От Терской области         | От осетинского народа                     | Эль. Бритаев                                                                                | А. Бутаев               | Гагкаев                 |
| От Кубанской области       | От черкесов, абазин и горцев              | избраны на местах                                                                           | избраны на местах       | избраны на местах       |
| От Кубанской области       | От карачаевского народа                   | Халит Хаджи Эркенов                                                                         | Алиев Ш.                | Хубиев А.               |
| От Ставропольской губернии | От туркмен и ногайцев                     | М. Муслимов                                                                                 | Э. А. Низаркиев         | О. Э. Кенжемуратов      |
| От округа Закатал          | От округа Закатал                         | будут избраны на местах                                                                     | будут избраны на местах | будут избраны на местах |
| От абхазского народа       | От абхазского народа                      | Басария                                                                                     | Ашхацава                |                         |